# Elektrisk spænding
 "Spænding" omdirigeres hertil. For anden betydning, se Spænding (flertydig).
Elektrisk spænding er et udtryk for den energi, som afgives eller optages pr. enhed ladning. Fx leverer en strømkilde en spænding for at flytte ladninger rundt i et elektrisk kredsløb.
Ud fra ovenstående definition bliver dimensionen for elektrisk spænding energi pr. enhed ladning, og i grundlæggende SI-enheder bliver dette til joule pr. coulomb. Denne enhed har fået sit eget navn, volt (symbol: V), opkaldt efter den italienske fysiker Alessandro Volta.
I modsætning til strømstyrken, som er defineret i et punkt, så giver det ikke mening at tale om spændingen i et punkt. Man taler altid om spændingsforskellen i et interval, fx fra A til B, eller endnu mere præcist, et spændingsfald. Hvis et elektrisk potential {\displaystyle \phi } defineres som den potentielle energi pr. ladning, er spændingen {\displaystyle U} altså forskellen i potential: 
{\displaystyle U=\Delta \phi }
I Danmark anbefaler stærkstrømsbekendtgørelsen §525 at spændingsfaldet fra forsyningspunktet til forbrugeren ikke overstiger 4% af den nominelle spænding. Spændingsfaldet kan kontrolleres ved beregning af installationen ved at kende belastning, spænding og modstand i kabellængden  .